# Kungliga museet för sköna konster i Belgien
Kungliga museet för sköna konster i Belgien (franska: Musées royaux des Beaux-Arts de Belgique, nederländska: Koninklijke Musea voor Schone Kunsten van België) är en grupp konstmuseer i Bryssel. Det grundades 1803 och i dess samlingar finns över 20 000 konstverk, däribland teckningar, skulpturer och målningar.
Kungliga museet för sköna konster består av sex museer:
- Gamla mästare
- Moderna museet
- René Magrittes museum
- Museet för Fin-de-Siècle
- Constantin Meuniers museum
- Antoine Wiertz museum